# Grammaire de l'ojibwé
Pour un article plus général, voir Ojibwé (langue).
L'ojibwé est une langue algonquienne parlée par le peuple ojibwé. C'est une des langues amérindiennes d'Amérique du Nord les plus importantes pour ce qui est du nombre de locuteurs et il présente une importante diversité dialectale. Pour l'essentiel, cet article donne une description de l'aire dialectale Sud-Ouest telle que parlée dans le Minnesota. L'orthographe utilisée ici se nomme en anglais Fiero Double-Vowel System.

## Caractéristique
À l'instar de nombreuses langues amérindiennes, l'ojibwé est polysynthétique à un haut degré et présente un nombre moyen de morphèmes par mot très élevé (par exemple le mot traduit par « Ce sont des Chinois. » est aniibiishaabookewininiiwiwag, qui contient sept morphèmes : orme-PÉJORATIF-liquide-faire-humain-être-PLURIEL ou, plus ou moins littéralement « ils sont des fabricants de soupe à feuilles (c'est-à-dire du thé) »). C'est une langue agglutinante qui préfère former les mots en enchaînant des affixes bien distincts plutôt qu'en employant des affixes exprimant simultanément plusieurs sens (amalgame).
Comme la plupart des langues algonquiennes, l'ojibwé distingue deux types de troisième personne, « proche » et « éloigné » ou « obviatif ». 
« Proche » correspond en gros à la troisième personne de nos grammaires, tandis que l'obviatif (parfois aussi appelé « quatrième personne ») marque une troisième personne mise en retrait si deux troisièmes personnes ou plus sont impliquées dans un processus. En d'autres termes, l'obviatif ojibwé permet d'éviter des ambiguïtés au niveau de la référence pronominale dans des phrases telles que « John et Bill se sont battus. Il lui a mis un œil au beurre noir. » : À qui font référence il et lui ? Cette distinction est obligatoire en ojibwé, lorsqu'il y a deux participants de troisième personne, l'un des deux est forcément marqué comme obviatif, ce peut être l'agent comme le patient, selon ce que l'énonciateur veut mettre en relief.

## Genre grammatical
L'ojibwé, comme les autres langues algonquiennes en général, ne distingue pas entre masculin et féminin mais plutôt entre animé et inanimé : le genre n'est donc pas lié au sexe. En général, les noms animés désignent des êtres vivants et les inanimés du non-vivant, mais en réalité ce n'est pas aussi simple, car, dans la culture, il importe de savoir si ce que désigne ce nom est susceptible d'abriter un « esprit » ou non (en général ce qui peut bouger de soi-même possède un esprit).
Ainsi, les objets d'une grande importance spirituelle pour les Ojibwés — les rochers par exemple — sont très souvent des animés plutôt que des inanimés. Certains homonymes se distinguent seulement par leur genre : par exemple mitig peut signifier « arbre » ou « bâton »,  animé (au pluriel mitigoog) il signifie « arbre », inanimé (au pluriel mitigoon) il signifie « bâton ».

## Nombre
L'ojibwé connaît l'opposition simple singulier/pluriel. Noms et pronoms peuvent être singuliers ou pluriels, et les verbes s'accordent en nombre avec leur sujet et leur objet, bien que certains noms et certains verbes n'existent qu'au pluriel. La forme 
du pluriel varie selon le genre, la forme de la racine et l'accentuation. En examinant la forme du pluriel, on peut en général savoir quel est le genre du nom et déterminer sa racine.  Le pluriel animé est en -g, tandis que les inanimés (et les noms obviatifs) le  font en -n. La forme sous-jacente de la racine détermine une voyelle de liaison — cette voyelle qui apparaît avant le suffixe de pluriel (-g ou -n), mais après la racine proprement dite.

## Personnes
On trouve en ojibwé sept catégories flexionnelles mêlant personne et/ou genre pour chacun des deux nombres (singulier et pluriel).  Cependant, les deux catégories singulier et pluriel ne se correspondent pas exactement. Le nombre remarquable de 14 « personnes » provient de la prise en compte de toutes les catégories qui entrent dans les oppositions entre animé et inanimé, proche et obviatif, singulier et pluriel.
- X — personne indéfinie, proche, singulier
- 0 — personne 0, inanimé, proche, singulier
- 0' —personne 0, inanimé, obviatif, singulier
- 1 — première personne, animé, proche, singulier
- 2 — deuxième personne, animé, proche, singulier
- 3 — troisième personne, animé, proche, singulier
- 3' — troisième personne, animé, obviatif, singulier (ou quatrième personne animé singulier)
- 0p — personne 0, inanimé, proche, pluriel
- 0'p — personne 0, inanimé, obviatif, pluriel
- 1p — première personne exclusive, animé, proche, pluriel
- 21 — première personne inclusive, animé, proche, pluriel
- 2p — deuxième personne, animé, proche, pluriel
- 3p — troisième personne, animé, proche, pluriel
- 3'p — troisième personne, animé, obviatif, pluriel (ou quatrième personne animé pluriel)

Les caractéristiques morphologiques de ces 14 catégories se trouvent exprimées dans les noms et les pronoms, et répercutées dans le verbe qui s'accorde. Chez les noms, chacune de ces 14 formes personnelles peut ou non apparaître, mais toutes apparaissent avec les pronoms en général.

## Pronoms
Les pronoms ojibwés, en plus de distinguer le nombre aux quatre personnes (première, deuxième, troisième proche et troisième obviative) distingue aussi entre première personne du pluriel inclusive et exclusive. Les prénoms se présentent sous forme de mots indépendants ou sous forme d'indices préfixaux et suffixaux.
Une première personne inclusive inclut la personne destinataire du message « nous, toi/vous inclus » : en ojibwé giinawind. Au contraire, la forme exclusive n'inclut pas ce destinataire : en ojibwe niinawind.
Autres pronoms : 1psg niin, 2psg giin, 3psg wiin, 2ppl giinawaa, et 3ppl wiinawaa.
En tant que termes indépendants, la première personne est indiquée par n-, la seconde par g- et la troisième par w-.  En revanche, les suffixes associés à ces personnes ne sont pas les mêmes selon qu'on a affaire à un verbe ou à un nom.
| Début du mot...      | 1 ou « n- » | 2 ou « g- » | 3 ou « w- » |
| -------------------- | ----------- | ----------- | ----------- |
| a aa e i             | (n)ind-     | gid-        | od-         |
| oo                   | n-          | g-          | od-         |
| ii                   | n-          | g-          | w-          |
| o                    | (n)indo-    | gido-       | odo-        |
| b                    | (n)im-      | gi-         | (o)-        |
| d g ' j z zh         | (n)in-      | gi-         | (o)-        |
| p t k h ch m n s w y | ni-         | gi-         | (o)-        |

Dans beaucoup de communautés parlant ojibwé, le préfixe de première personne est utilisé sans ce n initial.  Dans certaines  communautés, il se produit une aphérèse et ces préfixes se retrouvent en plus privés de la voyelle i.  Par contre, chez les communautés Saulteaux, les préfixes de première personne nim- et nin- sont au contraire réduits à ni-.
L'ojibwé possède également un système de démonstratifs opposant animé/inanimé, ici/là/loin/hors de vue, singulier/pluriel, et proche/obviatif. Les formes phoniques des démonstratifs diffèrent beaucoup selon les dialectes et les communautés, donc les exemples du tableau suivant, tirés de la variété parlée dans le Minnesota (aire dialectale Sud-Ouest), ne sont pas grammaticalement corrects du point de vue de nombreux locuteurs :
|              | Animé    | Animé     | Animé     | Inanimé | Inanimé  |
| Singulier    | Pluriel  | Obviatif  | Singulier | Pluriel |          |
| ------------ | -------- | --------- | --------- | ------- | -------- |
| Ici          | wa'aw    | ongow     | onow      | o'ow    | onow     |
| Là           | a'aw     | ingiw     | iniw      | i'iw    | iniw     |
| Là-bas/ Loin | a'awedi  | ingiwedig | iniwedin  | i'iwedi | iniwedin |
| Hors de vue  | wa'awedi | ongowedig | onowedin  | o'owedi | onowedin |

Il possède aussi des pronoms interrogatifs (awenen, « qui ? », awegonen, « quoi ? »), pronoms « dubitatifs » (awegwen, « je ne sais qui », wegodogwen, « je ne sais quoi »), et des pronoms indéfinis (awiiya, « quelqu'un », gegoo, « quelque chose » les deux derniers peuvent être précédés de gaawiin(négation) ou akina(totalité) pour signifier respectivement « personne, rien » et « tous, tout ».

## Verbes
Les verbes ojibwés marquent non seulement le sujet (personne, genre, nombre), mais aussi l'objet. On trouve plusieurs classes de verbes dans cette langue, les intransitifs avec sujet animé ou inanimé, les transitifs avec objets animé ou inanimé. On utilisera, pour les principales classes, les abréviations suivantes : ISA (intransitif sujet animé), ISI (intransitif sujet inanimé), TOA (transitif objet animé), et TOI (transitif objet inanimé).
Le temps est marqué au moyen de préfixes (gii-, passé, ga-/da-, futur, et wii-, futur désidératif), mais il existe aussi de multiples affixes appelés « préverbes », qui ajoutent une grande quantité d'information au processus exprimé par le verbe. Par  exemple, le préverbe izhi- signifie « d'une telle manière », ajouté à la racine -ayaa-, « être », cela donne izhi-ayaa, « être d'une certaine manière ». Le préverbe bimi-, « le long de » combiné à la racine -batoo-, « courir » donne bimibatoo, « longer en courant ». L'ordre le plus courant de ces préfixes est : un préfixe personnel, un préfixe de temps, un préfixe directionnel, un préfixe relatif, un nombre indéterminé de préverbes, et enfin le verbe.  De plus, la syllabe initiale est susceptible de se modifier par apophonie ou par reduplication.
Il existe trois catégories verbales appelées « ordres ». L'ordre de base s'appelle ordre indépendant : il s'agit simplement d'un mode indicatif. Il existe aussi un ordre conjonctif, le plus souvent utilisé dans les propositions subordonnées, dans les phrases interrogatives globales (réponse par oui/non), et les participes (les participes sont en fait des noms verbaux en ojibwé, leur sens équivaut grossièrement à « quelqu'un qui est, fait… » comme le mot pour « voyageur » bebaamaadizid, est la 3 personne du conjonctif babaamaadizi, « voyager à travers le monde », littéralement il signifie « quelqu'un qui voyage à travers le monde »). Enfin, le troisième ordre s'appelle « ordre impératif », utilisé dans les énoncés impératifs et correspond au mode impératif.
Les négatifs sont généralement constitués par l'addition sii (ou zii) pour les indépendants et afin si (ou zi) de l'ordre conjoint, à la fois l'élément négatif ajoutant immédiatement après la racine, mais avant d'autres suffixes. Le sii / si sont trouvés après voyelles tandis que le zii / zi sont trouvés après n. En quelques mots, la consonne finale est abandonnée et le sii / si sont ajoutés à la voyelle restants, en d'autres termes la version finale m est converti en n avant d'ajouter zii / zi, encore en d'autres termes, un lien entre voyelle i (ou aa) ajoutée après la consonne finale et ensuite la sii / si ajouté. Impératifs ne suivent pas la sii (zii) / si (zi) pattern.
On trouve trois impératifs : l'impératif brut, indiquant un processus à exécuter dans l'immédiat (nibaan!, « Dors ! (maintenant) », l'impératif « à long terme », indiquant un processus à réaliser à plus long terme mais pas immédiatement (nibaakan!, « Tu vas dormir ! (dans un moment) »), et l'impératif d'interdiction, un ordre négatif ((gego) nibaaken!, « Ne dors pas ! »).
Tout verbe peut aussi être marqué de ces quatre « modes » : indicatif (neutre), dubitatif (l'énonciateur n'est pas sûr de la vérité de ce qu'il dit, par exemple : bakade, « il a faim », mais bakadedog, « il a peut-être faim, il doit avoir faim »), prétérit (qui insiste sur le caractère passé d'un processus, on l'utilise aussi pour les processus commencés ou essayés mais non achevés, par exemple : imaa ninamadabi, « Je suis assis là. » mais imaa ninamadabiban, « J'étais assis là, j'avais l'intention de m'y asseoir. »), et enfin le dubitatif passé (qui exprime une incertitude quant à la réalisation d'un processus dans le passé : imaa namadabigoban, « Il se peut qu'elle fût assise là, elle a dû être assise là. »).

### Intransitifs
Pour une illustration concrète des distinctions qui régissent l'emploi des verbes conjugués en ojibwé, voici le tableau de conjugaison, à l'indicatif, des verbes intransitifs avec sujet animé (ISA) se terminant par une voyelle longue (ici, le verbe nibaa, « dormir »). Il convient de noter les différences qui s'opèrent selon que la phrase est à la forme affirmative ou à la forme négative.
| Sujet     | Indépendant            | Indépendant            | Indépendant            | Indépendant            | Indépendant                      | Indépendant              | Indépendant              | Indépendant              | Indépendant              | Indépendant                             |
| Sujet     | Positif                | Positif                | Positif                | Positif                | Positif                          | Négatif                  | Négatif                  | Négatif                  | Négatif                  | Négatif                                 |
| Sujet     | Conjugaison            | Conjugaison            | Conjugaison            | Exemple                | Équivalent                       | Conjugaison              | Conjugaison              | Conjugaison              | Exemple                  | Équivalent                              |
| --------- | ---------------------- | ---------------------- | ---------------------- | ---------------------- | -------------------------------- | ------------------------ | ------------------------ | ------------------------ | ------------------------ | --------------------------------------- |
| Niin      | n                      | _                      | 0                      | ninibaa                | « Je dors »                      | n                        | _                        | sii(n)¹                  | ninibaasiin              | « Je ne dors pas »                      |
| Giin      | g                      | _                      | 0                      | ginibaa                | « Tu dors »                      | g                        | _                        | sii(n)¹                  | ginibaasiin              | « Tu ne dors pas »                      |
| Wiin      | 0                      | _                      | 0                      | nibaa                  | « Il/Elle dort »                 | 0                        | _                        | sii(n)¹                  | nibaasiin                | « Il/Elle ne dort pas »                 |
| Obviatif  | 0                      | _                      | wan                    | nibaawan               | « Il/Elle (obviatif) dort »      | 0                        | _                        | siiwan                   | nibaasiiwan              | « Il/Elle (obviatif) ne dort pas »      |
| Indéfini  | 0                      | _                      | m                      | nibaam                 | « Quelqu'un dort »               | 0                        | _                        | siim                     | nibaasiim                | « Quelqu'un ne dort pas »               |
| Niinawind | n                      | _                      | mi(n)¹                 | ninibaamin             | « Nous (exclusif) dormons »      | n                        | _                        | siimi(n)¹                | ninibaasiimin            | « Nous (exclusif) ne dormons pas »      |
| Giinawind | g                      | _                      | mi(n)¹                 | ginibaamin             | « Nous (inclusif) dormons »      | g                        | _                        | siimi(n)¹                | ginibaasiimin            | « Nous (inclusif) ne dormons pas »      |
| Giinawaa  | g                      | _                      | m                      | ginibaam               | « Vous dormez »                  | g                        | _                        | siim                     | ginibaasiim              | « Vous ne dormez pas »                  |
| Wiinawaa  | 0                      | _                      | wag                    | nibaawag               | « Ils dorment »                  | 0                        | _                        | siiwag                   | nibaasiiwag              | « Ils ne dorment pas »                  |
| Sujet     | Conjonctif             | Conjonctif             | Conjonctif             | Conjonctif             | Conjonctif                       | Conjonctif               | Conjonctif               | Conjonctif               | Conjonctif               | Conjonctif                              |
| Sujet     | Positif                | Positif                | Positif                | Positif                | Positif                          | Négatif                  | Négatif                  | Négatif                  | Négatif                  | Négatif                                 |
| Sujet     | Conjugaison            | Conjugaison            | Conjugaison            | Exemple                | Équivalent                       | Conjugaison              | Conjugaison              | Conjugaison              | Exemple                  | Équivalent                              |
| Niin      | 0                      | _                      | yaan                   | nibaayaan              | « que je dorme »                 | 0                        | _                        | siwaan(h)²               | nibaasiwaan              | « que je ne dorme pas »                 |
| Giin      | 0                      | _                      | yan                    | nibaayan               | « que tu dormes »                | 0                        | _                        | siwan                    | nibaasiwan               | « que tu ne dormes pas »                |
| Wiin      | 0                      | _                      | d                      | nibaad                 | « qu'il/elle dorme »             | 0                        | _                        | sig                      | nibaasig                 | « qu'il/elle ne dorme pas »             |
| Obviatif  | 0                      | _                      | nid                    | nibaanid               | « qu'il/elle (obviatif) dorme »  | 0                        | _                        | sinid/g                  | nibaasinid nibaasinig    | « qu'il/elle (obviatif) ne dorme pas »  |
| Indéfini  | 0                      | _                      | ng                     | nibaang                | « que quelqu'un dorme »          | 0                        | _                        | sing                     | nibaasing                | « que quelqu'un ne dorme pas »          |
| Niinawind | 0                      | _                      | yaang                  | nibaayaang             | « que nous (exclusif) dormions » | 0                        | _                        | siwaang                  | nibaasiwaang             | « que nous (exclusif) ne dormions pas » |
| Giinawind | 0                      | _                      | yang                   | nibaayang              | « que nous (inclusif) dormions » | 0                        | _                        | siwang                   | nibaasiwang              | « que nous (inclusif) ne dormions pas » |
| Giinawaa  | 0                      | _                      | yeg                    | nibaayeg               | « que vous dormiez »             | 0                        | _                        | siweg                    | nibaasiweg               | « que vous ne dormiez pas »             |
| Wiinawaa  | 0                      | _                      | waad                   | nibaawaad              | « qu'ils dorment »               | 0                        | _                        | siwaa                    | nibaasiwaa               | « qu'ils ne dorment pas »               |
| Sujet     | Impératif (Immédiat)   | Impératif (Immédiat)   | Impératif (Immédiat)   | Impératif (Immédiat)   | Impératif (Immédiat)             | Impératif (Interdiction) | Impératif (Interdiction) | Impératif (Interdiction) | Impératif (Interdiction) | Impératif (Interdiction)                |
| Sujet     | Conjugaison            | Conjugaison            | Conjugaison            | Exemple                | Équivalent                       | Conjugaison              | Conjugaison              | Conjugaison              | Exemple                  | Équivalent                              |
| Giin      | 0                      | _                      | n                      | nibaan                 | « Dors ! » (maintenant)          | 0                        | _                        | ken                      | nibaaken                 | « Ne dors pas »                         |
| Giinawind | 0                      | _                      | daa                    | nibaadaa               | « Dormons ! » (maintenant)       | 0                        | _                        | siidaa                   | nibaasiidaa              | « Ne dormons pas ! »                    |
| Giinawaa  | 0                      | _                      | k/g                    | nibaak nibaag          | « Dormez ! » (maintenant)        | 0                        | _                        | kegon                    | nibaakegon               | « Ne dormez pas ! »                     |
| Sujet     | Impératif (Long terme) | Impératif (Long terme) | Impératif (Long terme) | Impératif (Long terme) | Impératif (Long terme)           |                          |                          |                          |                          |                                         |
| Sujet     | Conjugaison            | Conjugaison            | Conjugaison            | Exemple                | Équivalent                       |                          |                          |                          |                          |                                         |
| Giin      | 0                      | _                      | (:)kan                 | nibaakan               | « Dors ! » (bientôt)             |                          |                          |                          |                          |                                         |
| Giinawaa  | 0                      | _                      | (:)keg                 | nibaakeg               | « Dormez ! » (bientôt)           |                          |                          |                          |                          |                                         |

1 En Odaawaa, le n final est absent.
2 En Odaawaa, nh est utilisé à la place de n.
De même, pour une illustration concrète des distinctions qui régissent l'emploi des verbes conjugués en ojibwé, voici le tableau de conjugaison, à l'indicatif, des verbes intransitifs avec sujet inanimé (ISI) se terminant par une voyelle longue (ici, le verbe ozhaawashkwaa, « bleuir »). Il convient de noter les différences qui s'opèrent selon que la phrase est à la forme affirmative ou à la forme négative. De même, contrairement aux verbes ISA, les verbes ISI n'ont pas d'impératifs:
| Sujet              | Indépendant | Indépendant | Indépendant | Indépendant        | Indépendant                      | Indépendant | Indépendant | Indépendant | Indépendant            | Indépendant                             |
| Sujet              | Positif     | Positif     | Positif     | Positif            | Positif                          | Négatif     | Négatif     | Négatif     | Négatif                | Négatif                                 |
| Sujet              | Conjugaison | Conjugaison | Conjugaison | Exemple            | Équivalent                       | Conjugaison | Conjugaison | Conjugaison | Exemple                | Équivalent                              |
| ------------------ | ----------- | ----------- | ----------- | ------------------ | -------------------------------- | ----------- | ----------- | ----------- | ---------------------- | --------------------------------------- |
| Singulier          | 0           | _           | (w)¹        | ozhaawashkwaa      | « Il bleuit »                    | 0           | _           | siinoon     | ozhaawashkwaasiinoon   | « Il ne bleuit pas »                    |
| Obviatif singulier | 0           | _           | ni(w)¹      | ozhaawashkwaani    | « Il (obviatif) bleuit »         | 0           | _           | sinini(w)¹  | ozhaawashkwaasinini    | « Il (obviatif) ne bleuit pas »         |
| Pluriel            | 0           | _           | wan         | ozhaawashkwaawan   | « Ils bleuissent »               | 0           | _           | siinoon     | ozhaawashkwaasiinoon   | « Ils ne bleuissent pas »               |
| Obviatif pluriel   | 0           | _           | niwan       | ozhaawashkwaaniwan | « Ils (obviatif) bleuissent »    | 0           | _           | sininiwan   | ozhaawashkwaasininiwan | « Ils (obviatif) ne bleuissent pas »    |
| Sujet              | Conjonctif  | Conjonctif  | Conjonctif  | Conjonctif         | Conjonctif                       | Conjonctif  | Conjonctif  | Conjonctif  | Conjonctif             | Conjonctif                              |
| Sujet              | Positif     | Positif     | Positif     | Positif            | Positif                          | Négatif     | Négatif     | Négatif     | Négatif                | Négatif                                 |
| Sujet              | Conjugaison | Conjugaison | Conjugaison | Exemple            | Équivalent                       | Conjugaison | Conjugaison | Conjugaison | Exemple                | Équivalent                              |
| Singulier          | 0           | _           | g           | ozhaawashkwaag     | « qu'il bleuisse »               | 0           | _           | sinog       | ozhaawashkwaasinog     | « qu'il ne bleuisse pas »               |
| Obviatif singulier | 0           | _           | nig         | ozhaawashkwaanig   | « qu'il (obviatif) bleuisse »    | 0           | _           | sininig     | ozhaawashkwaasininig   | « qu'il (obviatif) ne bleuisse pas »    |
| Pluriel            | 0           | _           | g           | ozhaawashkwaag     | « qu'ils bleuissent »            | 0           | _           | sinog       | ozhaawashkwaasinog     | « qu'ils ne bleuissent »                |
| Obviatif pluriel   | 0           | _           | nig         | ozhaawashkwaanig   | « qu'ils (obviatif) bleuissent » | 0           | _           | sininig     | ozhaawashkwaasininig   | « qu'ils (obviatif) ne bleuissent pas » |

1 Sur certains mots, un w final est présent.

### Transitifs
L'ojibwé, comme les autres langues algonquiennes, présente aussi un ordre direct/inverse, dans lequel les verbes transitifs sont marqués en fonction de la direction de l'action qui suit ou ne suit pas une « hiérarchie de personne ». La hiérarchie des personnes en ojibwé est troisième personne > première personne > personne nulle > troisième personne (proche) > troisième personne obviative > personne zéro. L'ojibwé n'a pas de distinctions de cas entre l'agent, le patient. Pourtant cette distinction 
est obligatoire en ojibwé, lorsqu'il y a deux participants de troisième personne, l'un des deux est forcément marqué comme obviatif, ce peut être l'agent comme le patient, selon ce que l'énonciateur veut mettre en relief.
| Direction Type | ACTEUR | DIRECTION | BUT | Thème |
| -------------- | ------ | --------- | --- | ----- |
| DIRECT         |        | →         | 3   | -aa-  |
| INVERSE        |        | ←         | 3   | -igw- |
| 1-BUT          | (2)    | →         | 1   | -i-¹  |
| 2-BUT          | (1)    | →         | 2   | -iN-  |

1. En Oji-Cree (langue), c'est -ishi-.
Pour la première et la deuxième personne BUTs, leur ACTEURs sont spécifiés si les mots sont dans l’Ordre Indépendant, et peut être connu comme direct local (BUT de première personne) et inverse local (BUT de seconde personne). Un suffixe DIRECT indique que l'action est accomplie par quelqu'un de plus important sur la hiérarchie de personne que quelqu'un inférieur sur cette même hiérarchie (par une troisième personne « proche » sur une troisième personne obviative) :
| obizindawaan           |          |         |            |
| o-                     | bizindaw | -aa     | -n         |
| 3-                     | écouter  | -DIRECT | -3OBVIATIF |
| « Il écoute l'autre. » |          |         |            |

Un suffixe inverse indique que l'action est accomplie par quelqu'un de plus bas dans la hiérarchie de personne par rapport à quelqu'un de plus important sur cette dernière (par une troisième personne obviative sur une troisième personne « proche »):
| obizindawigoon        |          |          |            |
| o-                    | bizindaw | -igoo    | -n         |
| 3-                    | écouter  | -INVERSE | -3OBVIATIF |
| « L'autre l'écoute. » |          |          |            |

La seule différence entre ces deux verbes est donc l'opposition direct/inverse, plutôt que les marqueurs de cas (ou l'ordre des mots). Un verbe inverse n'est pas équivalent à un verbe à la voix passive. Il y a un marqueur séparé du passif, distinct des marqueurs direct/inverse:
| bizindaawaa        |         |
| bizindaw           | -aa     |
| écouter            | -PASSIF |
| « Il est écouté. » |         |

## Noms
Les noms se distinguent par le pluriel, l'animé, l'obviatif et les cas avec des suffixes. L'animé est seulement marqué ouvertement sur les noms au pluriel. Il n'y a aucun cas principal pour distinguer des catégories comme « le sujet » ou « l'objet », mais des régimes plutôt divers, y compris un locatif (par exemple, wiisiniwigamig, « le restaurant », wiisiniwigamigong, « dans le restaurant ») et un vocatif pluriel (par exemple, Ojibwedog, « (vous) Ojibwés ! »). Les autres suffixes sont : le péjoratif (par exemple, jiimaan, « le canoë », jiimaanish, « le canoë sans valeur »), le diminutif (par exemple, zhooniyaa, « l'argent », zhooniyaans, « la pièce de monnaie »), contemptif (par exemple, odaabaan, « la voiture », odaabaanenh, « juste une certaine vieille voiture »), prétérit (qui marque une personne décédée ou un objet n'existant plus, par exemple nookomis, « ma grand-mère », nookomisiban, « ma dernière grand-mère »), et le prétérit-dubitatif (qui marque une personne décédée ou un objet n'existant ou encore un objet ou une personne que le locuteur n'a jamais connu, par exemple a'aw mindimooyenh, « cette vieille femme », a'aw mindimooyenyigoban, « cette vieille femme je n'ai jamais connue »).
Certains noms sont considérés comme « dépendant » et ne peuvent être présentés seuls. Au lieu de ça, ces noms dépendants sont présentés avec un suffixe ou un préfixe. Par exemple, le nom dépendant nookomis (« ma grand-mère »), ou la racine est -ookomis- (« grand-mère »), doit porter un pronom affixe, qui dans ce cas est n-.
D'autres noms sont des formes dérivées du verbes en les transformant en participe. Les deux troisièmes personnes sont les plus courantes. Bien que chaque classe de verbes a sa propre façon de former le participe, pour plus de simplicité, seul le mode neutre VAI, participes positifs sont présents dans cet exemple, avec nibaa (« dormir »).
| Sujet     | Mode neutre VAI, participe positif | Mode neutre VAI, participe positif | Mode neutre VAI, participe positif | Mode neutre VAI, participe positif | Mode neutre VAI, participe positif |
| Sujet     | Conjugaison                        | Conjugaison                        | Conjugaison                        | Exemple                            | Traduction                         |
| --------- | ---------------------------------- | ---------------------------------- | ---------------------------------- | ---------------------------------- | ---------------------------------- |
| Niin      | 0                                  | *                                  | yaan                               | nebaayaan                          | « Dormeur »                        |
| Giin      | 0                                  | *                                  | yan                                | nebaayan                           | « Dormeur »                        |
| Wiin      | 0                                  | *                                  | d1                                 | nebaad1                            | « Dormeur »                        |
| Obviatif  | 0                                  | *                                  | nijin                              | nebaanijin                         | « Dormeur »                        |
| Indéfini  | 0                                  | *                                  | ng                                 | nebaang                            | « Dormeur »                        |
| Niinawind | 0                                  | *                                  | yaang                              | nebaayaang                         | « Dormeurs »                       |
| Giinawind | 0                                  | *                                  | yang                               | nebaayang                          | « Dormeurs »                       |
| Giinawaa  | 0                                  | *                                  | yeg                                | nebaayeg                           | « Dormeurs »                       |
| Wiinawaa  | 0                                  | *                                  | jig                                | nebaajig                           | « Dormeurs »                       |

* Pour les participes, le mot subit un changement de la voyelle initiale.

1 En Oji-Cree (langue), il y a « j » et non un « d ».
Note: C et V sont utilisés dans certains tableaux ci-dessous pour noter respectivement une consonne ou une voyelle.

### Pluriels et Obviatif
Les suffixes pluriels et obviatifs sont les plus faciles à ajouter aux mots ojibwés. En examinant le pluriel, la racine du mot peut facilement être retrouvée. Généralement, le pluriel animé se termine par -g, tandis que le pluriel inanimé et l'obviatif se terminent par -n. Souvent, une voyelle de liaison est ajoutée pour joindre la racine à ces terminaisons. Un -w ou un -y sous-jacent peuvent affecter le choix de la voyelle de liaison.
| Singulier                | Pluriel inanimé    | Pluriel animé      | Obviatif           | Exemple singulier  | Exemple pluriel    | Traduction          |
| Radical à Consonne       | Radical à Consonne | Radical à Consonne | Radical à Consonne | Radical à Consonne | Radical à Consonne | Radical à Consonne  |
| ------------------------ | ------------------ | ------------------ | ------------------ | ------------------ | ------------------ | ------------------- |
| C                        | Can                | Cag                | Can                | miin               | miinan             | « myrtilles »       |
| Radical à voyelle longue |                    |                    |                    |                    |                    |                     |
| CVV                      | CVVn               | CVVg               | CVVn               | ajidamoo           | ajidamoog          | « écureuils »       |
| CVV                      | CVVwan             | CVVwag             | CVVwan             | bine               | binewag            | « perdrix »         |
| CV                       | CVwan              | CVwag              | CVwan              | wado               | wadowag            | « caillot sanguin » |
| CVVw                     | CVVwan             | CVVwag             | CVVwan             | niwiiw             | niwiiwag           | « mes femmes »      |
| CVV                      | CVVyan             | CVVyag             | CVVyan             | nimaamaa           | nimaamaayag        | « mes mères »       |
| CVVnh                    | CVVnyan            | CVVnyag            | CVVnyan            | giigoonh           | giigoonyag         | « poissons »        |
| Radical à voyelle courte |                    |                    |                    |                    |                    |                     |
| CV                       | CVwan              | CVwag              | CVwan              | inini              | ininiwag           | « hommes »          |
| CVw                      | CVwan              | CVwag              | CVwan              | bigiw              | bigiwan            | « gencives »        |
| Radical "W"              |                    |                    |                    |                    |                    |                     |
| C                        | Coon               | Coog               | Coon               | mitig              | mitigoon           | « bâtons »          |
| C                        | Cwan               | Cwag               | Cwan               | nigig              | nigigwag           | « loutres »         |
| Cwa                      | Cwan               | Cwag               | Cwan               | makwa              | makwag             | « ours »            |
| Cwa                      | Cwan               | Cwag               | Cwan               | ikwa               | ikwag              | « pou »             |
| Radical "Y"              |                    |                    |                    |                    |                    |                     |
| C                        | Ciin               | Ciig               | Ciin               | aniib              | aniibiig           | « ormes »           |
| Ci                       | Ciin               | Ciig               | Ciin               | anwi               | anwiin             | « balles »          |
| C                        | Cwiin              | Cwiig              | Cwiin              | nining             | niningwiin         | « mes aisselles »   |
| Radical augmenté         |                    |                    |                    |                    |                    |                     |
| C                        | Can                | Cag                | Can                | ninow              | ninowan            | « mes joues »       |
| C                        | Coon               | Coog               | Coon               | nikatig            | nikatigoon         | « mes fronts »      |
| Ca                       | Cawan              | Cawag              | Cawan              | oodena             | oodenawan          | « villes »          |
| Cay                      | Cayan              | Cayag              | Cayan              | omooday            | omoodayan          | « bouteilles »      |
| C                        | Can                | Cag                | Can                | nindengway         | nindengwayan       | « mes visages »     |
| Can                      | Canan              | Canag              | Canan              | ma'iingan          | ma'iinganag        | « loups »           |
| Can                      | Canan              | Canag              | Canan              | nindooskwan        | nindooskwanan      | « mes coudes »      |
| Cana                     | Canan              | Canag              | Canan              | mikana             | mikanan            | « routes »          |
| Radical participe        |                    |                    |                    |                    |                    |                     |
| C                        | Cin                | Cig                | Cin                | maaniwang          | maaniwangin        | « fruits »          |
| d1                       | jin                | jig                | jin                | naawogaaded        | naawogaadejig      | « quadrupèdes »     |

1 En Oji-Cree (langue), il y a "j" et non un "d".

### Diminutifs et Contemptifs
Les diminutifs en Ojibwé expriment l'idée de quelque chose qui est une version plus petite ou plus jeune du nom. Tous les diminutifs sont des Racines à consonne quand ils sont au pluriel ou à l'obviatif, ils prennent donc la voyelle de liaison -a-.  Les contemptifs sont formés de la même façon que les diminutifs et sont utilisés pour exprimer une attitude négative ou dépréciative du locuteur sur le nom. Le pluriel contemptif et obviatif reste comme le contemptif, mais peut prendre la voyelle de liaison -i- pour ajouter un sens plus péjoratif. Beaucoup de mots exprimant la faune sont au contemptif. Dans le Ojibwemowin parlé au Wisconsin et au nord-ouest de l'Ontario, les contemptifs sont réduits des formes -nh/-ny- à -ø/-y-. In Odaawaa, the frequency of contemptives in fauna are higher than in other Anishinaabemowin dialects.
| Singulier                | Diminutif          | Contemptif         | Exemple singulier  | Exemple diminutif  | Traduction                |                    |
| Radical à consonne       | Radical à consonne | Radical à consonne | Radical à consonne | Radical à consonne | Radical à consonne        | Radical à consonne |
| ------------------------ | ------------------ | ------------------ | ------------------ | ------------------ | ------------------------- | ------------------ |
| C                        | Cens               | Cenh               | miin               | miinens            | « petite myrtilles »      |                    |
| Radical à voyelle longue |                    |                    |                    |                    |                           |                    |
| CVV                      | CVVns              | CVVnh              | ajidamoo           | ajidamoons         | « petit écureuil »        |                    |
| CVV                      | CVVns              | CVVnh              | bine               | binens             | « petite perdrix »        |                    |
| CV                       | CVns               | CVnh               | wado               | wadons             | « petit caillot sanguin » |                    |
| CVVw                     | CVVns              | CVVnh              | niwiiw             | niwiins            | « ma petite femme »       |                    |
| CVV                      | CVVns              | CVVnh              | nimaamaa           | nimaamaans         | « ma petite maman »       |                    |
| CVVnh                    | CVVns              | CVVnh              | giigoonh           | giigoons           | « petit poisson »         |                    |
| Radical à voyelle courte |                    |                    |                    |                    |                           |                    |
| CV                       | CVVns              | CVVnh              | inini              | ininiins           | « petit homme »           |                    |
| CVw                      | CVVns              | CVVnh              | bigiw              | bigiins            | « petite gencive »        |                    |
| Radical "W"              |                    |                    |                    |                    |                           |                    |
| C                        | Coons              | Coonh              | mitig              | mitigoons          | « brindille »             |                    |
| C                        | Coons              | Coonh              | nigig              | nigigoons          | « petite loutre »         |                    |
| Cwa                      | Coons              | Coonh              | makwa              | makoons            | « ourson »                |                    |
| Cwa                      | Coons              | Coonh              | ikwa               | ikoons             | « petit pou »             |                    |
| Radical "Y"              |                    |                    |                    |                    |                           |                    |
| C                        | Ciins              | Ciinh              | aniib              | aniibiins          | « jeune orme »            |                    |
| Ci                       | Ciins              | Ciinh              | anwi               | anwiins            | « petite balle »          |                    |
| C                        | Cwiins             | Cwiinh             | nining             | niningwiins        | « ma petite aisselle »    |                    |
| Radical augmenté         |                    |                    |                    |                    |                           |                    |
| C                        | Cens               | Cenh               | ninow              | ninowens           | « ma petite joue »        |                    |
| C                        | Cwens              | Cwenh              | nikatig            | nikatigwens        | « mon petit front »       |                    |
| Ca                       | Cawens             | Cawenh             | oodena             | oodenawens         | « hameau »                |                    |
| Cay                      | Cayens             | Cayenh             | omooday            | omoodayens         | « fiole »                 |                    |
| C                        | Caans              | Caanh              | nindengway         | nindengwayaans     | « mon petit visage »      |                    |
| Can                      | Caans              | Caanh              | ma'iingan          | ma'iingaans        | « jeune loup »            |                    |
| Can                      | Caans              | Caanh              | nindooskwan        | nindooskwaans      | « mon petit coude »       |                    |
| Cana                     | Caans              | Caanh              | mikana             | mikaans            | « chemin »                |                    |
| Radical participe        |                    |                    |                    |                    |                           |                    |
| C                        | Coons              | Coonh              | maaniwang          | maaniwangoons      | « petit fruit »           |                    |
| d                        | doons              | doonh              | naawogaaded        | naawogaadedoons    | « petit quadrupède »      |                    |

### Locatif
Le locatif indique la location, et est indiqué par le suffixe -ng. Ce cas ne prend aucun suffixe obviatif ou pluriel, mais le possessif obviatif et le nombre peuvent être ajoutés devant le suffixe locatif.
| Singulier                | Locatif            | Exemple singulier  | Exemple locatif    | Équivalent            |                    |                    |
| Radical à consonne       | Radical à consonne | Radical à consonne | Radical à consonne | Radical à consonne    | Radical à consonne | Radical à consonne |
| ------------------------ | ------------------ | ------------------ | ------------------ | --------------------- | ------------------ | ------------------ |
| C                        | Cing               | miin               | miining            | « sur la myrtille »   |                    |                    |
| Radical à voyelle longue |                    |                    |                    |                       |                    |                    |
| CVV                      | CVVng              | ajidamoo           | ajidamoong         | « sur l'écureuil »    |                    |                    |
| CVV                      | CVVng              | bine               | bineng             | « sur la perdrix »    |                    |                    |
| CV                       | CVng               | wado               | wadong             | « sur le caillot »    |                    |                    |
| CVVw                     | CVVng              | niwiiw             | niwiing            | « chez ma femme »     |                    |                    |
| CVV                      | CVVying            | nimaamaa           | nimaamaaying       | « chez ma mère »      |                    |                    |
| CVVnh                    | CVVnying           | giigoonh           | giigoonying        | « sur le poisson »    |                    |                    |
| Radical à voyelle courte |                    |                    |                    |                       |                    |                    |
| CV                       | CVVng              | inini              | ininiing           | « chez l'homme »      |                    |                    |
| CVw                      | CVVng              | bigiw              | bigiing            | « sur la gencive »    |                    |                    |
| Radical "W"              |                    |                    |                    |                       |                    |                    |
| C                        | Cong               | mitig              | mitigong           | « sur l'arbre »       |                    |                    |
| C                        | Cong               | nigig              | nigigong           | « sur la loutre »     |                    |                    |
| Cwa                      | Coong              | makwa              | makoong            | « sur l'ours »        |                    |                    |
| Cwa                      | Cong               | ikwa               | ikong              | « sur le pou »        |                    |                    |
| Radical "Y"              |                    |                    |                    |                       |                    |                    |
| C                        | Ciing              | aniib              | aniibiing          | « sur l'orme »        |                    |                    |
| Ci                       | Ciing              | anwi               | anwiing            | « sur la balle »      |                    |                    |
| C                        | Cwiing             | nining             | niningwiing        | « sur l'aisselle »    |                    |                    |
| Radical augmenté         |                    |                    |                    |                       |                    |                    |
| C                        | Caang              | ninow              | ninowaang          | « sur ma joue »       |                    |                    |
| C                        | Cwaang             | nikatig            | nikatigwaang       | « sur mon front »     |                    |                    |
| Ca                       | Caang              | oodena             | oodenawaang        | « au village »        |                    |                    |
| Cay                      | Caang              | omooday            | omoodaang          | « sur la bouteille »  |                    |                    |
| C                        | Caang              | nindengway         | nindengwayaang     | « sur mon visage »    |                    |                    |
| Can                      | Caning             | ma'iingan          | ma'iinganing       | « sur le loup »       |                    |                    |
| Can                      | Canaang            | nindooskwan        | nindooskwanaang    | « sur le coude »      |                    |                    |
| Cana                     | Canaang            | mikana             | mikanaang          | « sur la route »      |                    |                    |
| Radical participe        |                    |                    |                    |                       |                    |                    |
| C                        | Cong               | maaniwang          | maaniwangong       | « sur le fruit »      |                    |                    |
| d                        | dong               | naawogaaded        | naawogaadedong     | « sur le quadrupède » |                    |                    |

### Péjoratif et vocatif pluriel
Le péjoratif, marqué par le suffixe -sh, indique généralement un sentiment négatif que le locuteur peut avoir avec ce dont il parle. Toutefois le péjoratif peut aussi indiqué de l'affection. Certains mots changent de signification au péjoratif, tel queaniibiish, qui signifie « mauvais orme » mais aussi « feuille ». Dans certains dialectes, certains mots se présentent toujours au péjoratif, tel que animosh signifiant « chien ».
Le vocatif pluriel mime la déclinaison du péjoratif. Il s'identifie par le suffixe -dog, qui dans certains dialectes se présente sous la forme du suffixe -dig. Certains mots ont un vocatif singulier spécial qui ne répond à aucun modèle commun. Par exemple « ma grand-mère » se dit nookomis et « Grand-mère ! » se dit nookoo, mais « mon père » se dit noos alors que « Père ! » se ditnoose.
| Singulier                | Péjorative         | Vocatif pluriel    | Exemple singulier  | Exemple péjoratif  | Équivalent             |                    |
| Radical à consonne       | Radical à consonne | Radical à consonne | Radical à consonne | Radical à consonne | Radical à consonne     | Radical à consonne |
| ------------------------ | ------------------ | ------------------ | ------------------ | ------------------ | ---------------------- | ------------------ |
| C                        | Cish               | Cidog              | miin               | miinish            | « mauvaise mûre »      |                    |
| Radical à voyelle longue |                    |                    |                    |                    |                        |                    |
| CVV                      | CVVsh              | CVVdog             | ajidamoo           | ajidamoosh         | « mauvais écureuil »   |                    |
| CVV                      | CVVsh              | CVVdog             | bine               | binesh             | « mauvaise perdrix »   |                    |
| CV                       | CVsh               | CVdog              | wado               | wadosh             | « mauvais caillot »    |                    |
| CVVw                     | CVVsh              | CVVdog             | niwiiw             | niwiish            | « ma mauvaise femme »  |                    |
| CVV                      | CVVsh              | CVVdog             | nimaamaa           | nimaamaash         | « ma mauvaise mère »   |                    |
| CVVnh                    | CVVsh              | CVVdog             | giigoonh           | giigoosh           | « mauvais poisson »    |                    |
| Radical à voyelle courte |                    |                    |                    |                    |                        |                    |
| CV                       | CVwish             | CVwidog            | inini              | ininiwish          | « mauvais homme »      |                    |
| CVw                      | CVwish             | CVwidog            | bigiw              | bigiwish           | « mauvaise gencive »   |                    |
| Radical "W"              |                    |                    |                    |                    |                        |                    |
| C                        | Cosh               | Codog              | mitig              | mitigosh           | « mauvais arbre »      |                    |
| C                        | Cosh               | Codog              | nigig              | nigigosh           | « mauvaise loutre »    |                    |
| Cwa                      | Coosh              | Coodog             | makwa              | makoosh            | « mauvais ours »       |                    |
| Cwa                      | Cosh               | Codog              | ikwa               | ikosh              | « mauvais pou »        |                    |
| Radical "Y"              |                    |                    |                    |                    |                        |                    |
| C                        | Ciish              | Ciidog             | aniib              | aniibiish          | « mauvais orme »       |                    |
| Ci                       | Ciish              | Ciidog             | anwi               | anwiish            | « mauvaise balle »     |                    |
| Radical augmenté         |                    |                    |                    |                    |                        |                    |
| C                        | Caash              | Caadog             | ninow              | ninowaash          | « ma mauvaise joue »   |                    |
| C                        | Cwaash             | Cwaadog            | nikatig            | nikatigwaash       | « mon mauvais front »  |                    |
| Ca                       | Caash              | Caadog             | oodena             | oodenawaash        | « village damné »      |                    |
| Cay                      | Caash              | Caadog             | omooday            | omoodaash          | « mauvaise bouteille » |                    |
| C                        | Caash              | Caadog             | nindengway         | nindeshwayaash     | « mauvais visage »     |                    |
| Can                      | Canish             | Canidog            | ma'iingan          | ma'iishanish       | « mauvais loup »       |                    |
| Can                      | Canaash            | Canaadog           | nindooskwan        | nindooskwanaash    | « mon mauvais coude »  |                    |
| Cana                     | Canaash            | Canaadog           | mikana             | mikanaash          | « mauvaise route »     |                    |
| Radical participe        |                    |                    |                    |                    |                        |                    |
| C                        | Cosh               | Cidog              | maaniwang          | maaniwangosh       | « mauvais fruit »      |                    |
| d                        | dosh               | jidog              | naawogaaded        | naawogaadedosh     | « mauvais quadrupède » |                    |

### Possessif et possession obviative
Une autre série d'affixes de la langue Anishinaabe est indiquée par le possessif en -m ou la possession obviative -ni. Généralement, les noms dépendants et les noms se terminant soit par -m soit par -n ne prennent pas le thème possessif en -m. Un petit groupe de noms ne prennent jamais de suffixes possessifs.
| Singulier                | Possessif          | Possessif obviatif | Exemple singulier  | Exemple possessif  | Équivalent         |                    |
| Radical à consonne       | Radical à consonne | Radical à consonne | Radical à consonne | Radical à consonne | Radical à consonne | Radical à consonne |
| ------------------------ | ------------------ | ------------------ | ------------------ | ------------------ | ------------------ | ------------------ |
| C                        | Cim                | Cini               | miin               | nimiinim           | « ma mûre »        |                    |
| Radical à voyelle longue |                    |                    |                    |                    |                    |                    |
| CVV                      | CVVm               | CVVni              | ajidamoo           | nindajidamoom      | « mon écureuil »   |                    |
| CVV                      | CVVm               | CVVni              | bine               | nimbinem           | « ma perdrix »     |                    |
| CV                       | CVm                | CVni               | wado               | niwadom            | « mon caillot »    |                    |
| CVVw                     | CVVm               | CVVni              | niwiiw             | niwiim             | « ma femme »       |                    |
| CVV                      | CVVm               | CVVyini            | nimaamaa           | nimaamaam          | « ma mère »        |                    |
| CVVnh                    | CVVm               | CVVnyini           | giigoonh           | ningiigoom         | « mon poisson »    |                    |
| Radical à voyelle courte |                    |                    |                    |                    |                    |                    |
| CV                       | CVVm               | CVVni              | inini              | nindininiwim       | « mon homme »      |                    |
| CVw                      | CVVm               | CVVni              | bigiw              | nimbigiwim         | « ma gencive »     |                    |
| Radical "W"              |                    |                    |                    |                    |                    |                    |
| C                        | Com                | Coni               | mitig              | nimitigom          | « mon arbre »      |                    |
| C                        | Com                | Coni               | nigig              | ninigigom          | « ma loutre »      |                    |
| Cwa                      | Coom               | Cooni              | makwa              | nimakoom           | « mon ours »       |                    |
| Cwa                      | Com                | Coni               | ikwa               | nindikom           | « mes poux »       |                    |
| Radical "Y"              |                    |                    |                    |                    |                    |                    |
| C                        | Ciim               | Ciini              | aniib              | nindaniibiim       | « mon orme »       |                    |
| Ci                       | Ciim               | Ciini              | anwi               | nindanwiim         | « ma balle »       |                    |
| C                        | Cwiim              | Cwiini             | nining             | niningwiim         | « mon aisselle »   |                    |
| Radical augmenté         |                    |                    |                    |                    |                    |                    |
| C                        | Caam               | Caani              | ninow              | ninowaam           | « ma joue »        |                    |
| C                        | Cwaam              | Cwaani             | nikatig            | nikatigwaam        | « mon front »      |                    |
| Ca                       | Caam               | Caani              | oodena             | noodenawaam        | « mon village »    |                    |
| Cay                      | Caam               | Caani              | omooday            | nindoomoodayaam    | « ma bouteille »   |                    |
| C                        | Caam               | Caani              | nindengway         | nindengwayaam      | « mon visage »     |                    |
| Can                      | Canim              | Canini             | ma'iingan          | nima'iinganim      | « mon loup »       |                    |
| Can                      | Canaam             | Canaani            | nindooskwan        | nindooskwanaam     | « mon coude »      |                    |
| Cana                     | Canaam             | Canaani            | mikana             | nimikanaam         | « ma route »       |                    |
| Radical participe        |                    |                    |                    |                    |                    |                    |
| C                        | Com                | Coni               | maaniwang          | nimaaniwangom      | « mon fruit »      |                    |

Le thème possessif -m ou le thème de la possession obviative -ni se trouvent rarement par eux-mêmes. Les exemples ci-dessus du thème -m étaient pour la première personne du singulier. Pour les autres personnes ou nombre, en utilisant à nouveau le possessif -m pour exemple, le mot se décline comme suit:
| Sujet     | Possessif     | Possessif     | Possessif     | Possessif     | Possessif     | Possessif     | Possessif     | Possessif     | Possessif     | Possessif     | Possessif     | Possessif     | Possessif          | Possessif          | Possessif          | Possessif     | Possessif     | Possessif     | Possessif     | Possessif                     |
| Sujet     | Déclinaison   | Déclinaison   | Déclinaison   | Déclinaison   | Déclinaison   | Déclinaison   | Déclinaison   | Déclinaison   | Déclinaison   | Déclinaison   | Déclinaison   | Déclinaison   | Déclinaison        | Déclinaison        | Déclinaison        | Déclinaison   | Déclinaison   | Déclinaison   | 3s Exemple    | Équivalent                    |
| Sujet     | 0s Possesseur | 0s Possesseur | 0s Possesseur | 0p Possesseur | 0p Possesseur | 0p Possesseur | 3s Possesseur | 3s Possesseur | 3s Possesseur | 3p Possesseur | 3p Possesseur | 3p Possesseur | Possesseur Locatif | Possesseur Locatif | Possesseur Locatif | 3' Possesseur | 3' Possesseur | 3' Possesseur | 3s Exemple    | Équivalent                    |
| --------- | ------------- | ------------- | ------------- | ------------- | ------------- | ------------- | ------------- | ------------- | ------------- | ------------- | ------------- | ------------- | ------------------ | ------------------ | ------------------ | ------------- | ------------- | ------------- | ------------- | ----------------------------- |
| Niin      | n             | _             | m             | n             | _             | man           | n             | _             | m             | n             | _             | mag           | n                  | _                  | ming               | n             | _             | man           | nimiinim      | « ma myrtille »               |
| Giin      | g             | _             | m             | g             | _             | man           | g             | _             | m             | g             | _             | mag           | g                  | _                  | ming               | g             | _             | man           | gimiinim      | « ta myrtille »               |
| Wiin      | w             | _             | m             | w             | _             | man           | w             | _             | man           | w             | _             | man           | w                  | _                  | ming               | w             | _             | man           | omiinim       | « son/sa myrtille »           |
| Niinawind | n             | _             | minaan        | n             | _             | minaanin1     | n             | _             | minaan        | n             | _             | minaanig1     | n                  | _                  | minaaning          | n             | _             | minaanin      | nimiiniminaan | « notre (exclusif) myrtille » |
| Giinawind | g             | _             | minaan        | g             | _             | minaanin1     | g             | _             | minaan        | g             | _             | minaanig1     | g                  | _                  | minaaning          | g             | _             | minaanin      | gimiiniminaan | « notre (inclusif) myrtille » |
| Giinawaa  | g             | _             | miwaa         | g             | _             | miwaan2       | g             | _             | miwaa         | g             | _             | miwaag        | g                  | _                  | miwaang            | g             | _             | miwaan        | gimiinimiwaa  | « votre myrtille »            |
| Wiinawaa  | w             | _             | miwaan2       | w             | _             | miwaan2       | w             | _             | miwaan        | w             | _             | miwaan        | w                  | _                  | miwaang            | w             | _             | miwaan        | omiinimiwaan  | « leur myrtille »             |
| Obviatif  |               |               |               |               |               |               |               |               |               |               |               |               |                    |                    |                    | w             | _             | manini        |               |                               |

1 En Algonquin, le suffixe pluriel reste -an/-ag, au lieu de devenir -in/-ig.

2 Le -n final n'est pas présent en Algonquin.

## Adjectifs
L'ojibwé n'a pas d'adjectifs en soi, mais plutôt des verbes dont la fonction se rapproche des adjectifs. Par conséquent au lieu de dire « la fleur est bleue », un locuteur d'ojibwé dirait plutôt quelque chose comme « la fleur bleuit » (ozhaawashkwaa waabigwan) ou « être une fleur bleuissante » (waabigwan-ozhaawashkwaa). L'ojibwé a dans certains cas un verbe copulatif, en sorte qu'il a un verbe (plusieurs en fait) qui peut être traduit par « être » et utilisé dans des situations pour qu'une chose soit pareille à une autre ; toutefois un tel verbe n'est pas toujours utilisé en ojibwé — par exemple, lors de l'utilisation d'un pronom démonstratif (jiimaan o'ow, « c'est un canoë »).

## Modifications de son
Le début des mots ojibwés peuvent subir des changements morphologiques: changement de la voyelle initiale et redoublement de la syllabe initiale.

### Changement de la voyelle initiale
En général, les verbes aux ordres conjonctif et partitif et les noms au subjonctif changent la voyelle de la première syllabe comme le montre le tableau ci-dessous.
| inchangé | changé |
| -------- | ------ |
| -a-      | -e-    |
| -aa-     | -ayaa- |
| -e-      | -aye-  |
| -i-      | -e-    |
| -ii-     | -aa-   |
| -o-      | -we-   |
| -oo-     | -waa-  |

Toutefois, certains mots commençant par dan-, dazh-, das-, dash- ou daa- prennent à la place le préfixe en- pour former endan-, endazh-, endas-, endash- ou endaa-. Le préfixe directionnel bi-, signifiant « ici », devient ba-.

### Redoublement de la syllabe initiale
Les mots désignant des actions répétitives ont souvent leur toute première syllabe redoublée. Le redoublement se fait à la fois chez les verbes et chez les noms. Le modèle général de redoublement est C1V1 → C1V2C2V1 mais le tableau ci-dessous présente les redoublements les plus courants.
| inchangé | redoublé       | inchangé | redoublé                     |
| -------- | -------------- | -------- | ---------------------------- |
| a-       | aya-           | Ca-      | CaCa-                        |
| aa-      | aayaa-         | Caa-     | CaaCaa-                      |
| e-       | eye-           | Ce-      | CeCe-                        |
| i-       | ayi-           | Ci-      | CaCi- ou CeCi-               |
| ii-      | aayii-         | Cii-     | CaaCii- ou CeCii- ou CiiCii- |
| o-       | wawo- ou wawi- | Co-      | CaCo-                        |
| oo-      | oo'oo-         | Coo-     | CaaCoo- ou CeCoo- ou CooCoo- |

## Syntaxe
Comme l'ojibwé est fortement synthétique, l'ordre des mots et la structure des phrases est relativement libre, puisque beaucoup d'informations sont déjà présentes dans le verbe. Le sujet peut aller avant ou après le verbe, de même que l'objet. En général, ce que le locuteur considère comme le plus important est placé en premier, avant le verbe, et le moins important suit le verbe. L'ojibwé obéit plus à un ordre VS (verbe-sujet) quand le sujet est spécifié par un pronom ou un nom séparé (par exemple, bakade a'aw asabikeshiinh, avoir.faim.là.ANIMÉ.faire.PÉJORATIF.CONTEMPTIF, « cette araignée a faim »).

### Dérivation primaire
L’agencement des morphèmes pour la formation d’un mot en ojibwe suit un patron invariable: d’abord, une initiale, puis une médiane, et enfin une finale. Les médianes sont facultatives, alors que les mots en ojibwé se composent obligatoirement au moins d’une finale et d’une initiale.
| Initiale                            | Médiane           | Final concrète | Finale abstraite |
| wāp- (blanc)                        | -āpikk- (minéral) | -it- (chauffé) | -ē (procès)      |
| « Ce minéral est chauffé à blanc ». |                   |                |                  |

La position médiane est associée à la catégorie nominale alors que la position finale est associée à des catégories verbales ou adverbiales. D’un autre côté, la position initiale est associée à une plus large panoplie de catégories syntaxiques.
Dans le cas de la dérivation dite primaire, la position initiale du radical peut être remplie par de éléments adjectivaux, adverbiaux, et verbaux.
Par exemple :
(1a)      mskozi (adjectif + finale)
rouge-être
« être rouge »
(1b)    bmaashi  (préposition + finale)
à.travers-naviguer
« traverser à la voile »
La racine se voit générée d’abord comme complément de v puis se déplace vers la gauche du radical. Ce mouvement est engendré dans le but de satisfaire la contrainte selon laquelle la position initiale de v est obligatoirement remplie, SA et SP se déplacent dans la position du spécificateur de v. 
De plus, ce mouvement est motivé par la présence d’un trait EPP (Principe de projection étendu) sur v. Le trait EPP dans les langues algonquiennes est sur v, alors que le trait EPP dans les langues comme l’anglais et le français se trouve sur T. Le trait EPP est divisé en deux sous-traits: un trait catégoriel [N] (et non pas [D] puisque la langue ojibwé ne possède pas de déterminants) et un trait [P], un trait phonologique qui fait que le spécificateur projeté ne peut être vide (il est obligatoirement occupé par une matrice phonologique). Aucune expression référentielle ne peut occuper la position de la racine à gauche du radical (position initiale). Seuls les éléments prédicatifs peuvent se trouver dans cette position: verbe, adjectif, préposition, nom commun, etc..